# Suzaka
Suzaka (須坂市 Suzaka-shi?) es una ciudad localizada en la prefectura de Nagano, en Japón. Desde el 1 de octubre de 2016,  la ciudad tiene una población estimada de 50,388 personas, y una densidad poblacional de 337 personas por km². Su área total es de 149.6 km²  (57.8 millas cuadradas).

## Geografía
Suzaka está localizada al norte de la prefectura de Nagano en el abanico aluvial donde el río Matsukawa se une al río Chikuma.

### Municipios circundantes
- Prefectura de Nagano
  - Ueda
  - Nagano
  - Obuse
  - Takayama
- Prefectura de Gunma
  - Tsumagoi

## Historia
Suzaka está localizada en la anterior provincia de Shinano y era una ciudad castillo del dominio de Suzaka bajo el shogunato Tokugawa del período Edo. En la reforma catastral después de la restauración Meiji del 1 de abril de 1889 se estableció el ahora pueblo de Suzaka. Suzuka anexionó la villa de Hitaki el 1 de diciembre de 1936 y las villas de Hino y Toyosu el 11 de febrero de 1954. El pueblo de Suzaka  fue elevado a estado de ciudad el 1 de abril de 1954. El 1 de abril de 1955, Suzaka anexionó las villas vecinas de Inoue y Takahe, seguidos por la villa de Azuma  el 30 de abril de 1971.

## Economía
La compañía Fujitsu tiene una planta en Suzaka.

## Educación
Suzaka tiene once escuelas elementales públicas y cuatro escuelas medias públicas operadas por el gobierno de la ciudad, y tres institutos públicos operados por el Consejo de Educación de la Prefectura de Nagano.

## Transporte

### Ferrocarril
- Ferrocarril eléctrico de Nagano
  - Murayama - Hino - Suzaka - Kitasuzaka

### Carretera
- Autopista Jōshin-etsu
- Ruta Nacional de Japón 403
- Ruta Nacional de Japón 406

## Relaciones internacionales
- - Siping, Jilin, China, ciudad de amistad desde el 12 de mayo de 1994

## Atracciones locales
- Parque Garyu, uno de los 100 mejores lugares para ver el Sakura
- Cataratas Yonako, una de las 100 mejores cascadas de Japón
- Zoológico Municipal de Suzaka